# لیزا کوشی
لیزا کوشی (انگلیسی: Liza Koshy؛ زادهٔ ۳۱ مارس ۱۹۹۶) بازیگر، کمدین و ستاره یوتیوبی اهل ایالات متحده آمریکا است.